# Ida (planetoïde)
(243) Ida is een planetoïde in het zonnestelsel met een baan tussen Mars en Jupiter. Het is de 243e ontdekte planetoïde. Ida is bedekt met kraters en heeft een onregelmatige vorm met een grootste diameter van 56 kilometer. Er bestaat een theorie dat Ida relatief recent is ontstaan door botsingen van grotere planetoïden.
Ida is een van de weinige planetoïden die van dichtbij zijn waargenomen. De ruimtesonde Galileo passeerde Ida in 1993 op een afstand van slechts 2400 kilometer. Daarbij werd vastgesteld dat Ida een maantje (Dactyl) heeft. Later zijn ook bij andere planetoïden maantjes waargenomen.